# Зайцев, Александр Валерьевич
Алекса́ндр Вале́рьевич За́йцев (род. 1970, Первомайский, Читинская область) — российский боксёр.

## Биография
Александр Валерьевич Зайцев родился в 1970 году в посёлке Первомайский Забайкальского края.
Дебютировал 24 ноября 1992 года.
Выступал в 1992—2007 годах, провёл 43 боя (318 раундов). Super middleweight (второй средний вес: вес от 160 фунтов (73 кг) до 168 фунтов (76 кг).).
- 1994—1995 г. — трёхкратный чемпион России среди боксёров-профессионалов
- 1995 г. — интерконтинентальный чемпион IBF
- 1996 г. — чемпион Европы
- 1998 г. — чемпион мира WBB
- 2008 г. — окончил Санкт-Петербургский государственный университет физической культуры имени П.Ф. Лесгафта; специальность «физическая культура и спорт».
- 2008 г. — окончил заочную аспирантуру Горного университета (специальность 13.00.04).

## Личная жизнь
Проживает в Санкт-Петербурге.
С 2008 г. занимает должность старшего преподавателя Физического воспитания в Горном Университете.